# Tatraea macrospora
Tatraea macrospora är en svampart som först beskrevs av Peck, och fick sitt nu gällande namn av Baral 1999. Tatraea macrospora ingår i släktet Tatraea och familjen Helotiaceae.   Inga underarter finns listade i Catalogue of Life.